# Gymnocheta magna
Gymnocheta magna là một loài ruồi trong họ Tachinidae.